# Phylica pinea
Phylica pinea là một loài thực vật có hoa trong họ Táo. Loài này được Thunb. miêu tả khoa học đầu tiên.